# Jetpur Sanala
Jetpur Sanala (també Jetpur Vala i Jetpur Hipa) fou una de les branques en què estava dividit el principat de Jetpur al segle xx, abans de ser abolit el 9 d'agost de 1937 pel seu excessiu fraccionament. Estava governat per V. S. Gia Hipa que li donava nom. La superfície era de 20 km² i la població de 6444 habitants.